# 北海道道595号愛国停車場線
北海道道595号愛国停車場線（ほっかいどうどう595ごう あいこくていしゃじょうせん）は、北海道帯広市内を結ぶ一般道道である。

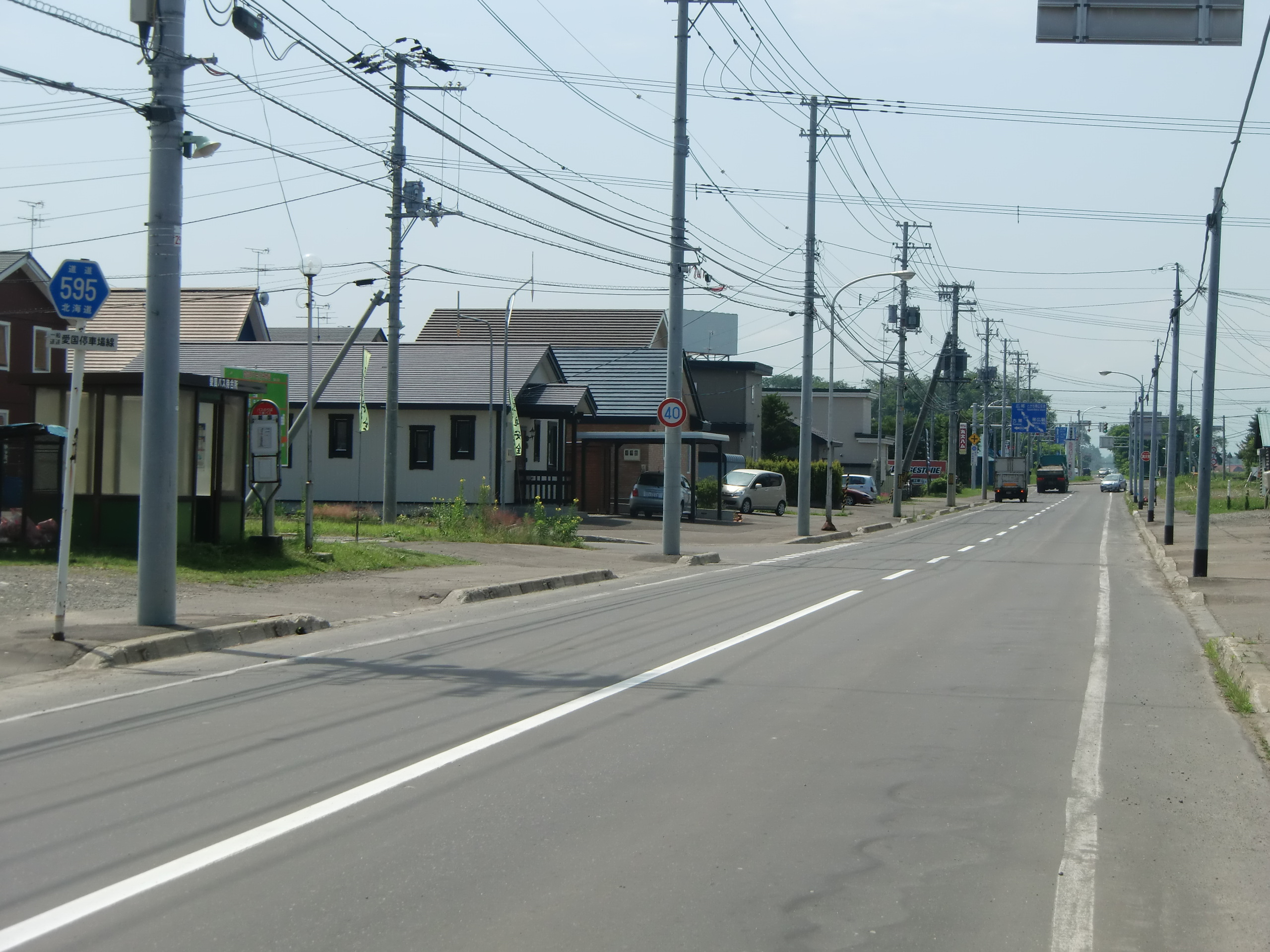
愛国町基線（2011年7月撮影）

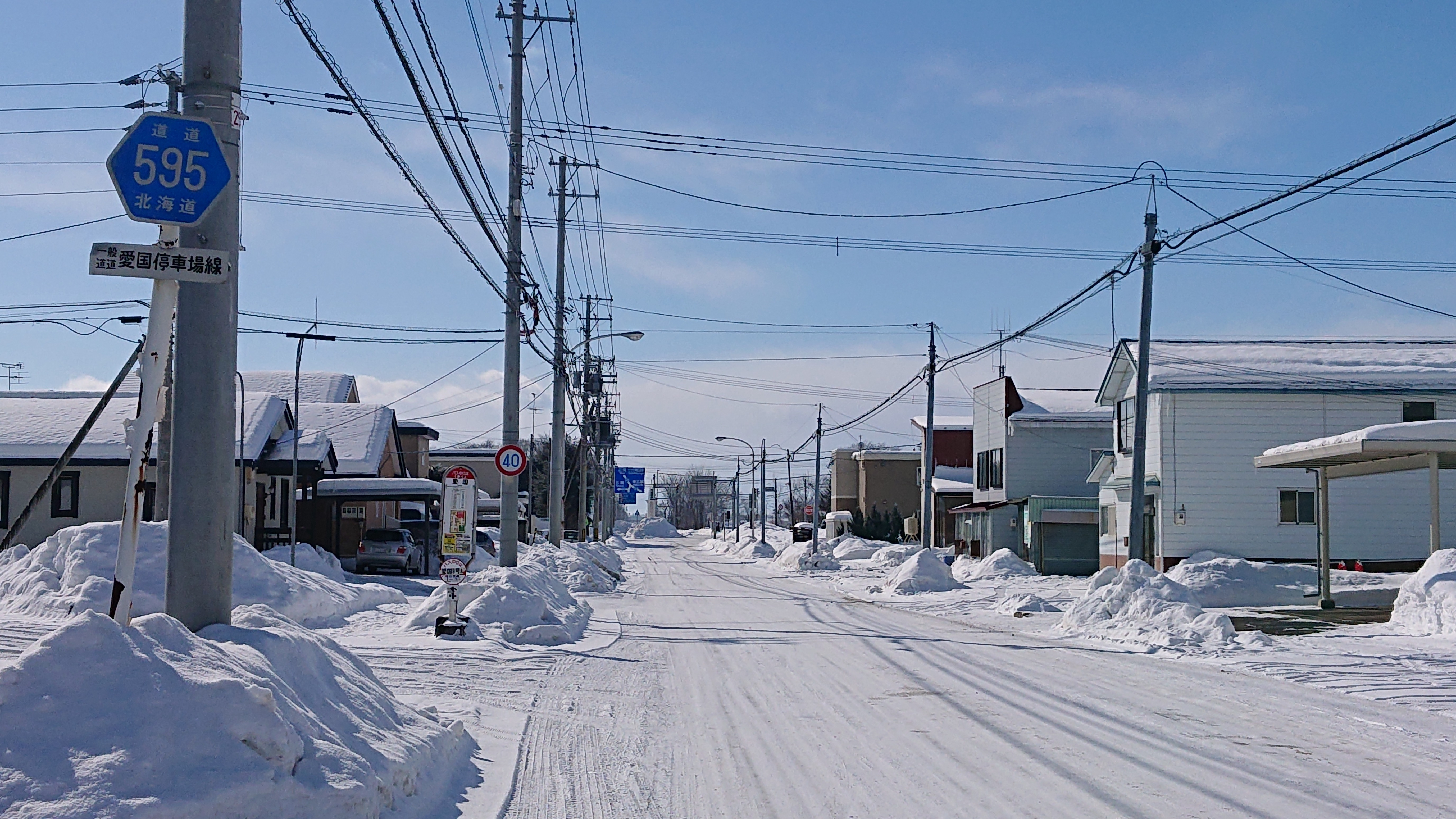
愛国町基線（2022年1月）

## 概要

### 路線データ
- 起点：北海道帯広市愛国町基線（旧国鉄 広尾線 愛国駅跡）
- 終点：北海道帯広市愛国町基線（国道236号交点）
- 総距離：0.4 km

## 歴史
- 1967年（昭和42年）3月31日 - 路線認定[1]。

## 地理

### 通過する自治体
- 十勝総合振興局
  - 帯広市

### 主な接続道路
帯広市
- 北海道道962号愛国停車場古舞線 - 愛国基線（重複）
- 国道236号 - 愛国基線（終点）